# P&G Championships
I Campionati nazionali statunitensi di ginnastica artistica, conosciuti anche come USA Gymnastics National Championships, o USA Gym Championships, sono la massima competizione nazionale di ginnastica artistica degli Stati Uniti d'America; hanno cadenza annuale e fino al 2017 hanno preso il nome dallo sponsor Procter & Gamble (P&G).

## Storia
Gli USA Gym Championships si tengono annualmente dal 1963 in maniera ufficiale. Prima di allora si tenevano in forma non ufficiale. Prima del 1971, l'organo nazionale ufficiale della ginnastica era la Amateur Athletic Union (AAU), e quindi i vincitori degli USA Championhips tra 1963 e 1971 non sono i campioni ufficiali. I primi campionati nazionali si tennero a Park Ridge, in Illinois, nel giugno 1963; da allora, l'evento si tiene ogni anno, solitamente in alcuni giorni durante l'estate.
Dal 2004 al 2012 sono stati sponsorizzati dalla Visa e avevano il nome di Visa Championships; dal 2013, fino al 2016, lo sponsor è Procter & Gamble, che già era sponsor degli U.S. Classic con il marchio Secret.
Il record del maggior numero di titoli all-around nella categoria femminile è detenuto da Simone Biles, con 7 titoli vinti fra il 2013 e il 2021. Nella categoria maschile invece è detenuto da Samuel Mikulak, che ha vinto 6 concorsi maschili fra il 2013 e il 2019.

### Competizione femminile
Il record del maggior numero di titoli vinti al volteggio è detenuto a pari merito da Alicia Sacramone e Simone Biles, che ne hanno vinti 6 ciascuna.
Il record del maggior numero di titoli vinti alle parallele asimmetriche è detenuto a pari merito da Nastia Liukin e Dominique Dawes, le quali hanno vinto 4 titoli a testa.
Il record del maggior numero di titoli vinti alla trave è detenuto da Simone Biles che ha vinto 5 titoli.
Anche il record del maggior numero di titoli vinti al corpo libero è detenuto da Biles con 5 titoli vinti.

### Sponsor
- 1963-1986: nessuno
- 1987-1988: McDonald's
- 1989-1991: nessuno
- 1992: Phar-Mor
- 1993-1996: Coca-Cola
- 1997-2000: John Hancock
- 2001-2003: nessuno
- 2004-2012: Visa
- 2013-2017: Procter & Gamble

## Albo d'oro
| Anno | Sponsor          | Data                      | Località                            | Vincitore                               | Vincitore             |
| Anno | Sponsor          | Data                      | Località                            | Femminile                               | Maschile              |
| ---- | ---------------- | ------------------------- | ----------------------------------- | --------------------------------------- | --------------------- |
| 1963 | -                | 14-15 giugno              | Park Ridge                          | non ufficiale                           | non ufficiale         |
| 1964 | -                | 17-18 giugno              | Università dell'Iowa                | non ufficiale                           | non ufficiale         |
| 1965 | -                | 16-17 aprile              | Nashville                           | non ufficiale                           | non ufficiale         |
| 1966 | -                | 15-16 aprile              | Colorado Springs                    | non ufficiale                           | non ufficiale         |
| 1967 | -                | 13-15 aprile              | Tucson                              | non ufficiale                           | -                     |
| 1967 | -                | 28-29 aprile              | Iowa City                           | -                                       | non ufficiale         |
| 1968 | -                | 24-25 aprile              | Memphis                             | non ufficiale                           | non ufficiale         |
| 1969 | -                | 25-26 aprile              | Long Beach                          | non ufficiale                           | non ufficiale         |
| 1970 | -                | 23-25 aprile              | Las Vegas                           | non ufficiale                           | non ufficiale         |
| 1971 | -                | 18-20 novembre            | Università dell'Illinois            | Joan Moore Gnat Linda Metheny Mulvihill | Yoshi Takei           |
| 1972 | -                |                           | Georgia Southern University         | Joan Moore Gnat Cathy Rigby McCoy       | Yoshi Takei           |
| 1973 | -                | (F) 4-6 maggio            | Seattle                             | Joan Moore Gnat                         | -                     |
| 1973 | -                | (M) 4-5 maggio            | Penn State University               | -                                       | Marshall Avener       |
| 1974 | -                | (F) 30 maggio - 1º giugno | Southern Illinois University        | Joan Moore Gnat                         | -                     |
| 1974 | -                | (M) 10-11 maggio          | Berkeley                            | -                                       | John Crosby           |
| 1975 | -                | (F) 22-24 maggio          | Eugene                              | Tammy Manville                          | -                     |
| 1975 | -                | (M) 12-14 giugno          | Southern Illinois University        | -                                       | Tom Beach Bart Conner |
| 1976 | -                | (F) 8-10 aprile           | Filadelfia                          | Denise Cheshire Robin Huebner           | -                     |
| 1976 | -                | (M) 21-22 maggio          | Berkeley                            | -                                       | Kurt Thomas           |
| 1977 | -                | (F) 21-23 aprile          | Università statale della California | Donna Turnbow                           | -                     |
| 1977 | -                | (M) 6-7 maggio            | Baton Rouge                         | -                                       | Kurt Thomas           |
| 1978 | -                | (F) 4-6 maggio            | Nassau Coliseum (Uniondale)         | Kathy Johnson                           | -                     |
| 1978 | -                | (M) 1-3 giugno            | UCLA                                | -                                       | Kurt Thomas           |
| 1979 | -                | 18 maggio                 | Dayton                              | Leslie Pyfer                            | Bart Conner           |
| 1980 | -                | 19 aprile                 | Università dello Utah               | Julianne McNamara                       | -                     |
| 1980 | -                | 19 aprile                 | Columbus                            | -                                       | Peter Vidmar          |
| 1981 | -                | (F) 12-14 maggio          | Lehigh University                   | Tracee Talavera                         | -                     |
| 1981 | -                | (M) 21-23 maggio          | Università del Nebraska-Lincoln     | -                                       | Jim Hartung           |
| 1982 | -                | (F) 27-29 maggio          | Università dello Utah               | Tracee Talavera                         | -                     |
| 1982 | -                | (M) 3-5 giugno            | Syracuse                            | -                                       | Peter Vidmar          |
| 1983 | -                | 3-8 giugno                | Chicago                             | Dianne Durham                           | Mitch Gaylord         |
| 1984 | -                | 11-13 maggio              | Evanston                            | Mary Lou Retton                         | Mitch Gaylord         |
| 1985 | -                | 6-9 giugno                | Jacksonville                        | Sabrina Mar                             | Brian Babcock         |
| 1986 | -                | 19-22 giugno              | Indianapolis                        | Jennifer Sey                            | Tim Daggett           |
| 1987 | McDonald's       | 18-21 giugno              | Kansas City                         | Kristie Phillips                        | Scott Johnson         |
| 1988 | McDonald's       | 7-10 luglio               | Houston                             | Phoebe Mills                            | Dan Hayden            |
| 1989 | -                | 6-9 luglio                | Minneapolis                         | Brandy Johnson                          | Tim Ryan              |
| 1990 | -                | 7-10 giugno               | Denver                              | Kim Zmeskal                             | John Roethlisberger   |
| 1991 | -                | 6-9 giugno                | Cincinnati                          | Kim Zmeskal                             | Chris Waller          |
| 1992 | Phar-Mor         | 14-17 maggio              | Columbus                            | Kim Zmeskal                             | John Roethlisberger   |
| 1993 | Coca-Cola        | 25-28 agosto              | Salt Lake City                      | Shannon Miller                          | John Roethlisberger   |
| 1994 | Coca-Cola        | 24-27 agosto              | Nashville                           | Dominique Dawes                         | Scott Keswick         |
| 1995 | Coca-Cola        | 16-19 agosto              | New Orleans                         | Dominique Moceanu                       | John Roethlisberger   |
| 1996 | Coca-Cola        | 5-8 giugno                | Knoxville                           | Shannon Miller                          | Blaine Wilson         |
| 1997 | John Hancock     | 13-16 agosto              | Denver                              | Vanessa Atler Kristy Powell             | Blaine Wilson         |
| 1998 | John Hancock     | 19-22 agosto              | Indianapolis                        | Kristen Maloney                         | Blaine Wilson         |
| 1999 | John Hancock     | 25-28 agosto              | Sacramento                          | Kristen Maloney                         | Blaine Wilson         |
| 2000 | John Hancock     | 26-29 giugno              | Saint Louis                         | Elise Ray                               | Blaine Wilson         |
| 2001 | -                | 8-11 agosto               | Filadelfia                          | Tasha Schwikert                         | Sean Townsend         |
| 2002 | -                | 7-10 agosto               | Cleveland                           | Tasha Schwikert                         | Paul Hamm             |
| 2003 | -                | 19-22 giugno              | Milwaukee                           | Courtney Kupets                         | Paul Hamm             |
| 2004 | Visa             | 2-5 giugno                | Nashville                           | Courtney Kupets Carly Patterson         | Paul Hamm             |
| 2005 | Visa             | 10-13 agosto              | Indianapolis                        | Nastia Liukin                           | Todd Thornton         |
| 2006 | Visa             | 16-19 agosto              | Saint Paul                          | Nastia Liukin                           | Alexander Artemev     |
| 2007 | Visa             | 15-18 agosto              | San Jose                            | Shawn Johnson                           | David Durante         |
| 2008 | Visa             | (F) 5-7 giugno            | Boston                              | Shawn Johnson                           | -                     |
| 2008 | Visa             | (M) 22-24 maggio          | Houston                             | -                                       | David Sender          |
| 2009 | Visa             | 12-15 agosto              | Dallas                              | Bridget Sloan                           | Jonathan Horton       |
| 2010 | Visa             | 11-14 agosto              | Hartford                            | Rebecca Bross                           | Jonathan Horton       |
| 2011 | Visa             | 17-20 agosto              | Saint Paul                          | Jordyn Wieber                           | Danell Leyva          |
| 2012 | Visa             | 7-10 giugno               | Saint Louis                         | Jordyn Wieber                           | John Orozco           |
| 2013 | Procter & Gamble | 15-18 agosto              | Hartford                            | Simone Biles                            | Samuel Mikulak        |
| 2014 | Procter & Gamble | 21-24 agosto              | Pittsburgh                          | Simone Biles                            | Samuel Mikulak        |
| 2015 | Procter & Gamble | 21-24 agosto              | Pittsburgh                          | Simone Biles                            | Samuel Mikulak        |
| 2016 | Procter & Gamble | 23-26 giugno              | St. Louis                           | Simone Biles                            | Samuel Mikulak        |
| 2017 | Procter & Gamble | 17-20 agosto              | Anaheim                             | Ragan Smith                             | Yul Moldauer          |
| 2018 | -                | 16-19 agosto              | Boston                              | Simone Biles                            | Samuel Mikulak        |
| 2019 | -                | 8-11 agosto               | Kansas City                         | Simone Biles                            | Samuel Mikulak        |
| 2021 | -                | 4-6 giugno                | Fort Worth                          | Simone Biles                            | Brody Malone          |